# Ministère des Affaires générales (Pays-Bas)
Pour les articles homonymes, voir Ministère des Affaires générales.
Le ministère des Affaires générales (en néerlandais : Ministerie van Algemene Zaken, AZ) est l'administration du Premier ministre des Pays-Bas. Il siège au Binnenhof 19, à La Haye.

## Histoire

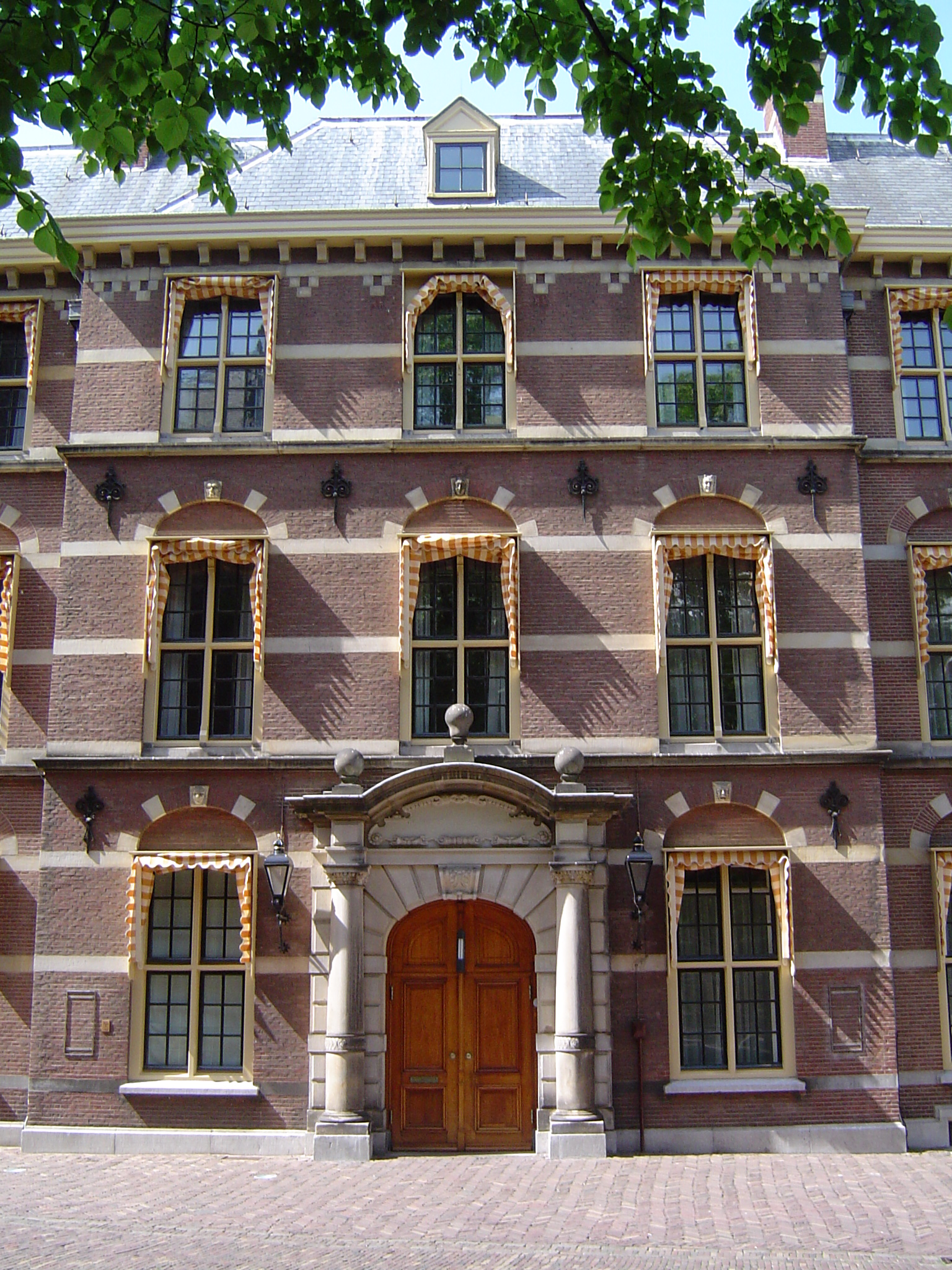
Siège du ministère au Binnenhof de La Haye.

Fondé par arrêté royal en 1937, aboli en 1945 et rétabli en 1947, le ministère emploie environ 400 personnes, ce qui en fait le plus petit des ministères néerlandais en termes d'effectifs.
Bien que tous les Premiers ministres soient de facto ministres des Affaires générales, entre 1959 et 1963, le ministère dispose également un secrétaire d'État, Norbert Schmelzer, agissant sous la direction du Premier ministre Jan de Quay.

## Responsabilités
Le ministère est chargé de la coordination de la politique gouvernementale et de la communication sur les affaires exécutives et royales.

## Organisation
Les sections les plus importantes du ministère sont le cabinet du Premier ministre (Kabinet van de Minister-President, KMP) et le Service royal d'information (Rijksvoorlichtingsdienst, RVD). Depuis 2020, Gert-Jan Buitendijk est secrétaire général du ministère.